# Góra (gromada w powiecie wejherowskim)
Góra (alt. Góra Pomorska; od 1 I 1960 Zamostne) – dawna gromada, czyli najmniejsza jednostka podziału terytorialnego Polskiej Rzeczypospolitej Ludowej w latach 1954–1972.
Gromady, z gromadzkimi radami narodowymi (GRN) jako organami władzy najniższego stopnia na wsi, funkcjonowały od reformy reorganizującej administrację wiejską przeprowadzonej jesienią 1954 do momentu ich zniesienia z dniem 1 stycznia 1973, tym samym wypierając organizację gminną w latach 1954–1972.
Gromadę Góra z siedzibą GRN w Górze utworzono – jako jedną z 8759 gromad na obszarze Polski – w powiecie wejherowskim w woj. gdańskim na mocy uchwały nr 26/III/54 WRN w Gdańsku z dnia 5 października 1954. W skład jednostki weszły obszary dotychczasowych gromad Góra i Orle ze zniesionej gminy Wejherowo oraz obszar dotychczasowej gromady Żelewo ze zniesionej gminy Luzino w tymże powiecie. Dla gromady ustalono 13 członków gromadzkiej rady narodowej.
1 stycznia 1960 gromadę Góra zniesiono przez przeniesienie siedziby GRN z Góry do Zamostnego i zmianę nazwy jednostki na gromada Zamostne.